# Rögölsskogen
Rögölsskogen är ett naturreservat i Valdemarsviks kommun i Östergötlands län.
Området är naturskyddat sedan 2009 och är 23 hektar stort. Reservatet omfattar en höjd öster om Rögölen. Reservatet består i väster av granskog och i öster av hällmarkstallskog.